# Glypta oregonica
Glypta oregonica là một loài tò vò trong họ Ichneumonidae.